# IROC XXIX
La 29e édition de l'International Race of Champions, disputée en 2005, a été remportée par l'Américain Mark Martin. Tous les pilotes  conduisaient des Pontiac Trans Am.

## Courses de l'IROC XXIX
| Date             | Lieu       | Vainqueur          | Nationalité | Championnat d'origine |
| 18 février 2005  | Daytona    | Mark Martin        | États-Unis  | Nextel Cup (NASCAR)   |
| 15 avril 2005    | Fort Worth | Sébastien Bourdais | France      | Champ Car             |
| 8 septembre 2005 | Richmond   | Mark Martin        | États-Unis  | Nextel Cup (NASCAR)   |
| 29 octobre 2005  | Atlanta    | Martin Truex Jr.   | États-Unis  | Busch Series (NASCAR) |

## Classement des pilotes
| Classement | Pilote              | Pays       | Championnat                    | Points |
| ---------- | ------------------- | ---------- | ------------------------------ | ------ |
| 1er        | Mark Martin         | États-Unis | Nextel Cup (NASCAR)            | 89     |
| 2e         | Martin Truex Jr.    | États-Unis | Busch Series (NASCAR)          | 68     |
| 3e         | Matt Kenseth        | États-Unis | Nextel Cup (NASCAR)            | 55     |
| 4e         | Sébastien Bourdais  | France     | Champ Car                      | 46     |
| 5e         | Buddy Rice          | États-Unis | IndyCar Series (IRL)           | 46     |
| 6e         | Kurt Busch          | États-Unis | Nextel Cup (NASCAR)            | 43     |
| 7e         | Bobby Hamilton (en) | États-Unis | Truck Series (NASCAR)          | 34     |
| 8e         | Danny Lasoski       | États-Unis | Sprint cars (World of Outlaws) | 34     |
| 9e         | Hélio Castroneves   | Brésil     | IndyCar Series (IRL)           | 32     |
| 10e        | Max Papis           | Italie     | Grand-Am                       | 30     |
| 11e        | Steve Kinser        | États-Unis | Sprint cars (World of Outlaws) | 29     |
| 12e        | Scott Pruett        | États-Unis | Grand-Am                       | 22     |